# Токты (Северо-Казахстанская область)
Токты (каз. Тоқты; до 2009 года — Тахты) — село в районе имени Габита Мусрепова Северо-Казахстанской области Казахстана. Входит в состав Салкынкольского сельского округа. Код КАТО — 596658500.

## География
Расположено на берегу реки Акканбурлык. Вдоль сопки Жуан-Адыр. Рядом течёт река Тайсары

## Население
В 1999 году численность населения села составляла 221 человек (115 мужчин и 106 женщин). По данным переписи 2009 года в селе проживало 128 человек (64 мужчины и 64 женщины).